# 科尔多维利亚拉雷亚尔
科尔多维利亚拉雷亚尔，是西班牙卡斯蒂利亚-莱昂帕伦西亚省的一个市镇。 总面积39平方公里，总人口121人（2001年），人口密度3人/平方公里。